# Dipleidoscópio

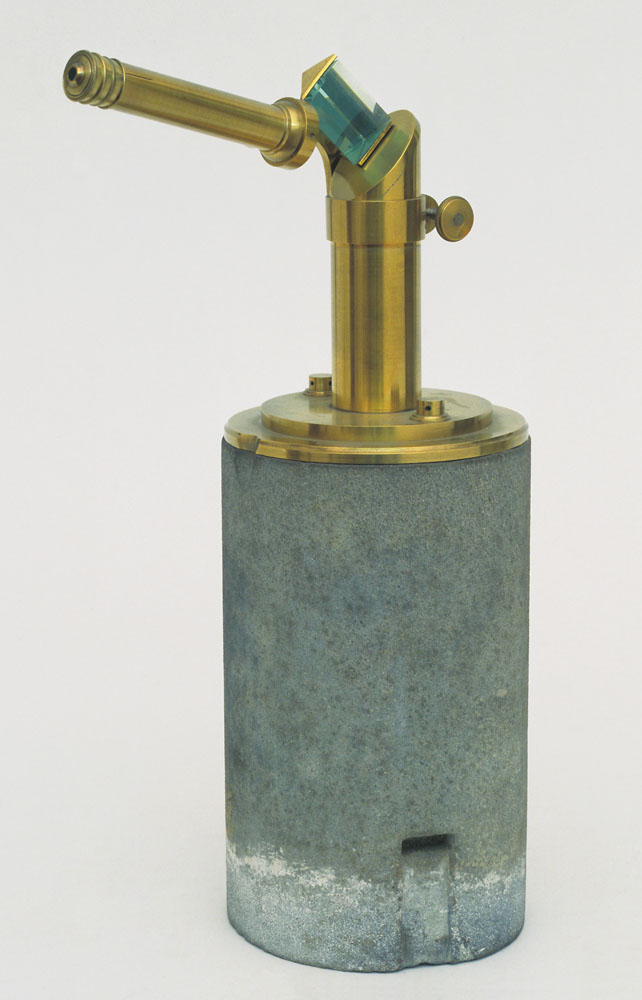
Um dipleidoscópio.

O dipleidoscópio é um instrumento usado para  determinar o meio-dia. Consiste em um pequeno telescópio óptico e um prisma que cria uma imagem dupla do sol. Quando as duas imagens se sobrepõem, é o meio-dia verdadeiro do local. O instrumento é capaz de determinar o meio-dia verdadeiro com precisão de dez segundos.
O dipleidoscópio foi inventado na Itália por Giovanni Battista Amici na primeira metade do século XIX.